# Échanges commerciaux entre la Rome antique et l'Inde

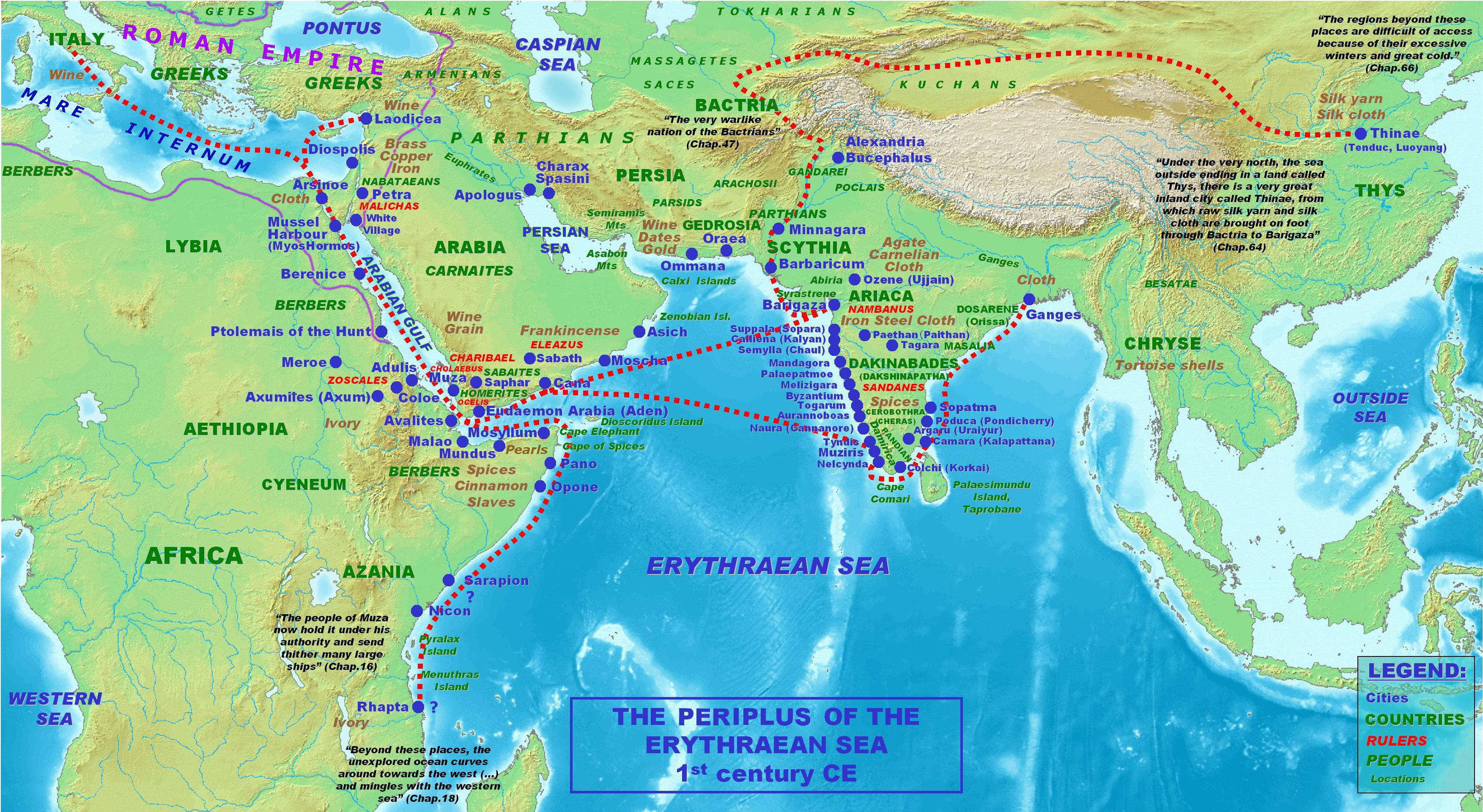
Reconstitution des routes maritimes d'après Le Périple de la mer Érythrée, (début du Ier siècle)

Les  échanges commerciaux entre Rome et l'Inde, initialement entrepris par voie terrestre à travers l'Anatolie et la Perse, restent très modestes jusqu'à l'utilisation de la route commerciale maritime méridionale, empruntant la mer Rouge et l'océan Indien, qui est utilisée, selon Pline l'Ancien, dès la fin du second siècle avant notre ère.  
Les marins grecs d'Égypte connaissaient très probablement l'utilisation des vents de mousson,  l'un un vent de sud-ouest (hypalos) dominant de juin à septembre et permettant de naviguer vers le sud, l'autre un vent du nord-est de novembre à janvier. D'autre part, après la bataille d'Actium, un trafic fructueux se développe entre le monde méditerranéen et les contrées de la mer Erythrée via l'Egypte et Alexandrie. Cette route commerciale maritime permit une augmentation des échanges entre Rome et l'Inde.
Les marchands romains commercent avec les ports du nord de l'Inde tenus d'abord par le royaume indo-grec, puis par les empires kouchan puis gupta. Ils développent également des contacts commerciaux avec les anciens royaumes tamouls du sud de l'Inde (Chola, Chera et Pândya) et le Sri Lanka. Les comptoirs établis par les Romains perdurent longtemps après la chute de l'Empire d'Occident, survivant même à la perte des ports d'Égypte et de la mer Rouge, clefs du commerce entre le monde gréco-romain et l'Inde depuis l'époque des Ptolémées, pris à l'empire byzantin par les conquérants arabes entre 639 et 645.

## Contexte
Après la chute de l'empire achéménide et le partage de l'empire d'Alexandre le Grand par les Diadoques, deux empires hellénistiques se partagent les routes commerciales avec l'Inde : la dynastie séleucide contrôle la route terrestre, et la dynastie lagide contrôle les ports de la mer Rouge.

Contrôle des routes commerciales avant l'Égypte romaine
Empire de Ptolémée Ier
Empire de Séleucos Ier

La route terrestre traditionnelle relie les ports du Proche-Orient à la Mésopotamie. De là, il est possible de continuer par terre à travers la Perse, ou à partir des ports du golfe Persique tels que Charax Spasinou (Alexandrie Susiane), en longeant les côtes. Cependant, la déliquescence de l'empire séleucide, miné par les guerres civiles, engendre de nombreux royaumes plus ou moins indépendants (Bactriane, Parthie, Characène, royaume des Hasmonéens), compliquant la traversée de ces pays et multipliant les taxes.
La dynastie lagide commence à exploiter les routes commerciales maritimes avec l'Inde ; la première traversée documentée de l'océan Indien vers l'Inde est effectuée par Eudoxe de Cyzique entre -118 et -115, pendant le règne de Ptolémée VIII. Toutefois, comme le mentionne Le Périple de la mer Érythrée, les routes empruntées à l'époque ne comprennent alors pas de voyage direct à travers l'océan et, selon l'historien Strabon, les échanges n'atteignent qu'une fraction de ce qu'ils seront à l'époque romaine. Les ports de la mer Rouge ayant été déjà été utilisés pour le développement de l'activité commerciale avec l'Inde par les Ptolémées sont récupérés et améliorés par les Romains après leur prise de contrôle de l'Égypte.

## Développement

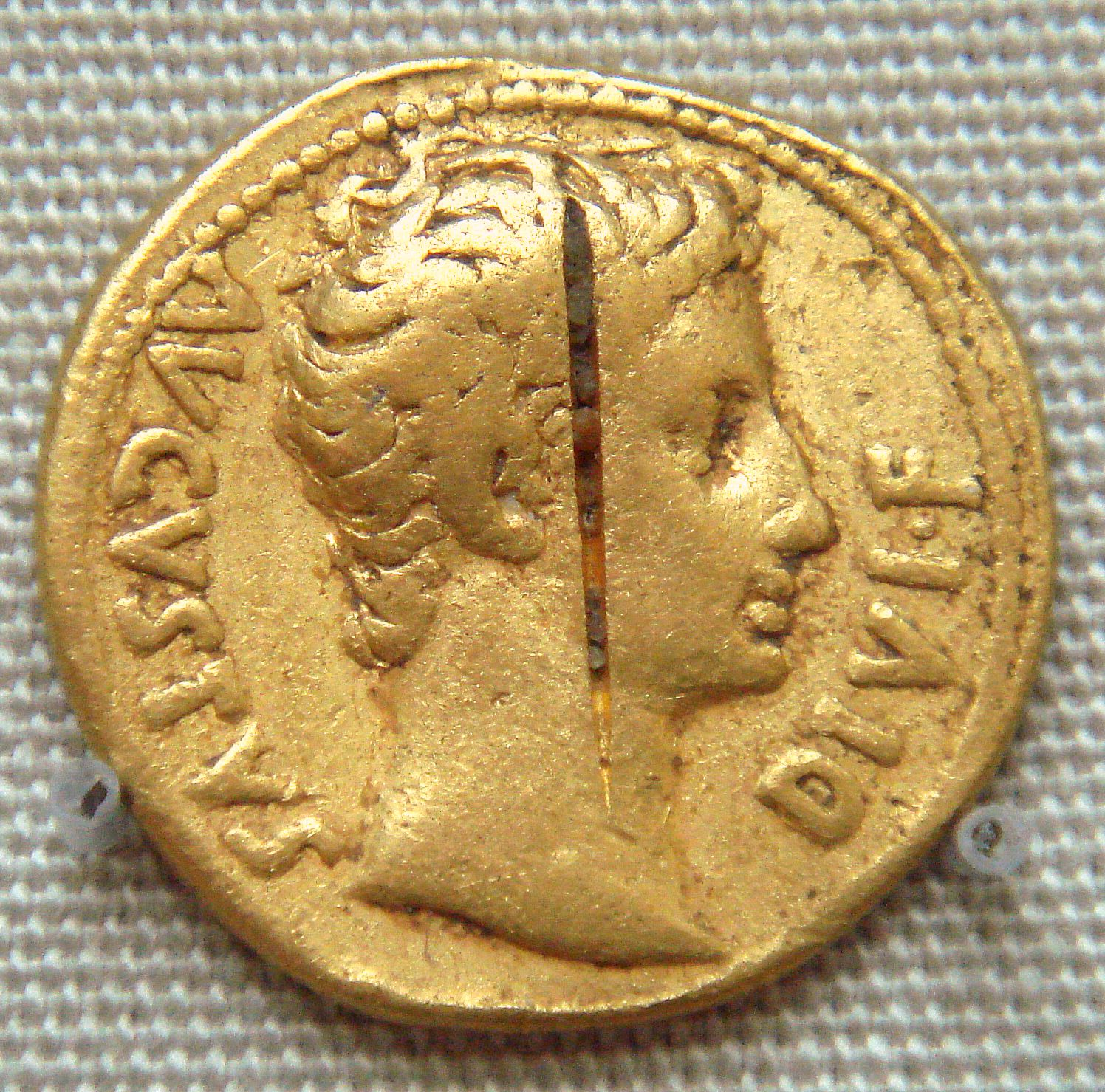
Pièce à l'effigie d'Auguste, trouvée dans le trésor de Pudukkottai, provenant de l'empire Pândya. British Museum.

La chute des royaumes grecs et la prise de contrôle du bassin méditerranéen par Rome permet, notamment grâce à l'élimination des taxes précédemment perçues par divers pays traversés par les routes commerciales, un renforcement du commerce direct avec l'Orient. Les allusions de Strabon à un important renforcement du commerce après l'annexion romaine de l'Égypte indiquent que l'utilisation des vents de mousson est alors connue et utilisée pour la traversée de l'océan.
« Puis l'expédition toute récente de l'armée romaine dans l'Arabie Heureuse, sous les ordres d'Aelius Gallus, notre camarade et ami, et les voyages des marchands d'Alexandrie, qui commencent à expédier vers l'Inde par la voie du Nil et du golfe Arabique de véritables flottes, nous ont fait connaître ici ces deux contrées infiniment mieux qu'on ne les connaissait naguère : du temps que Gallus était préfet d'Égypte, je vins le rejoindre, et, ayant remonté le fleuve avec lui jusqu'à Syène et aux frontières de l'Éthiopie, je recueillis ce renseignement positif qu'il partait actuellement 120 vaisseaux de Myos Hormos pour l'Inde, quand autrefois, sous les Ptolémées, on ne comptait qu'un très petit nombre de marchands qui osassent entreprendre une pareille traversée et faire le commerce avec cette contrée. »
— Strabon, Géographie
Ce commerce devient si vite florissant et de telles quantités d'or y sont investies que déjà Pline l'Ancien dénonce :
« Mais la mer de l'Arabie est encore plus Heureuse ; c'est elle, en effet, qui fournit les perles ; 100 millions de sesterces, au calcul le plus bas, sont annuellement enlevés à notre empire par l'Inde, la Sérique, et cette presqu'île Arabique ; tant nous coûtent cher le luxe et les femmes ! Quelle portion, je vous le demande, en revient aux dieux du ciel et de l'enfer ? »
— Pline l'Ancien, Histoire naturelle

## Infrastructures

### Côté romain
| \| Pelusium Alexandrie Myos Hormos Bérénice Arsinoé (Clysma) Coptos \| Ports d'Égypte romaine. |
| Pelusium Alexandrie Myos Hormos Bérénice Arsinoé (Clysma) Coptos                               |

La ville d'Alexandrie est, depuis l'époque des Lagides, un grand port commercial ; elle devient le centre névralgique du commerce avec l'Orient. Depuis la ville, on remonte le Nil pour ensuite accéder à un port de la mer Rouge.
Le premier port employé est celui d'Arsinoé, aujourd'hui Suez, situé à l'embouchure d'un canal qui fait la jonction entre le Nil et la mer Rouge. Afin de faciliter les échanges avec l'Inde, les Romains l'améliorèrent et nettoient le canal. Néanmoins, la navigation dans le golfe de Suez est complexe en raison des vents du nord, des courants marins et de la présence de récifs et de bancs de sable. Le port d'Arsinoé est progressivement délaissé au profit des ports plus méridionaux de Bérénice et surtout de Myos Hormos.
Ces deux ports sont utilisés depuis l'époque lagide, et peut-être avant. Si la localisation de Bérénice est connue avec précision depuis sa découverte par Belzoni (1818) près de Ras Banas, il subsiste des doutes quant à l'emplacement exact de Myos Hormos : les indications de la Géographie de Ptolémée désignent le site d'Abu Sha'ar, mais les descriptions de la littérature classique, les observations par satellite et de récentes recherches indiquent plutôt le site de Quseir al-Quadim.
La liaison entre les deux ports et le Nil est assurée par des routes caravanières disposant de haltes (points d'eau fortifiés) qui permettent de rejoindre la ville de Coptos.
« À 2 000 pas d'Alexandrie est la ville de Juliopolis ; de là on navigue sur le Nil jusqu'à Coptos, à 303 000 pas; ce trajet est parcouru en douze jours avec les vents étésiens. De Coptos on va sur des chameaux; les stations sont disposées d'après les endroits où l'on trouve de l'eau [...]. De là on arrive à la ville de Bérénice, qui a un port sur la mer Rouge, à 258 000 pas de Coptos : mais comme on fait la plus grande partie de la route pendant la nuit à cause de la chaleur, et qu'on passe le jour dans les haltes, le trajet, de Coptos à Bérénice, demande douze jours. »
— Pline l'Ancien, Histoire naturelle

### Côté indien
| \| Barbarikon Poduke Nelcynda Calliena Barigaza Muziris \| Ports indiens. |
| Barbarikon Poduke Nelcynda Calliena Barigaza Muziris                      |

Le Périple de la mer Érythrée énumère les ports indiens utilisés pour le commerce. Si certains d'entre eux ont été clairement identifiés, d'autres sites restent plus mystérieux. Les principaux ports semblent avoir été :
- Barbarikon

Ce port, situé à proximité de l'actuelle Karachi, sert au chargement-déchargement des marchandises provenant ou à destination de l'intérieur. Il sert également de site d'acheminement des turquoises perses et des lapis-lazuli afghans.
- Barigaza

Le port de Barigaza (aujourd'hui Bharuch (Broach)) est un centre majeur de l'activité commerciale : il est mentionné à 29 reprises dans le Périple, en particulier comme point d'exportation des produits et marchandises produits dans l'intérieur du pays.
« C'est un pays fertile, produisant du blé, du riz, de l'huile de sésame et du beurre clarifié, du coton et les tissus qui en sont faits, de la texture la plus grossière. Beaucoup de bétail paît là et les hommes sont de grande taille et de teint noir. La métropole de ce pays est Minnagara, depuis laquelle beaucoup de tissu de coton est amené à Barygaza. »
Héritage du royaume indo-grec ayant dominé la région jusqu'au milieu du Ier siècle, les traces de la culture grecque, attribués à tort à Alexandre par l'auteur du Périple, persistent pendant la période de l'empire kouchan :
« Dans ces lieux, il demeure jusqu'aux temps présents des signes de l'expédition d'Alexandre comme des sanctuaires antiques, les murs de forts et des puits »
« Jusqu'à aujourd'hui, les anciennes drachmes sont courantes à Barygaza, venant de ce pays, portant des inscriptions en lettres grecques et les emblèmes de ceux qui régnèrent après Alexandre le Grand, Apollodote et Ménandre »
- Calliena

Le port de Calliena (Kalyan) est décrit dans le Périple comme un port autrefois prospère mais ayant décliné.
- Muziris

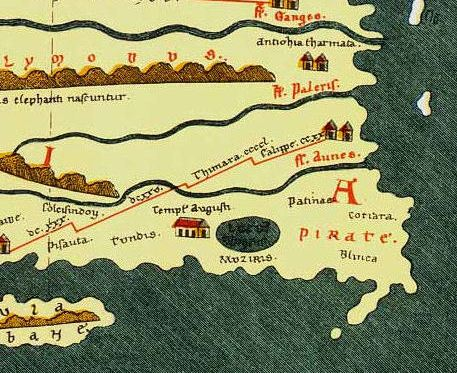
Muziris, indiqué sur Tabula Peutingeriana.

Muziris est décrit comme un grand centre portuaire de la région :
« Tyndis appartient au royaume de Cerobothra ; c'est un village bien visible depuis la mer. Muziris, du même royaume, abonde en navires envoyés ici avec des cargaisons depuis l'Arabie et par les Grecs ; la ville est située sur un fleuve, éloigné de Tyndis de cinq cents stades par fleuve et mer, et en remontant le fleuve de vingt stades depuis le rivage. Nelcynda est éloigné de Muziris par le fleuve et la mer d'environ cinq cents stades, et appartient à un autre royaume, celui des Pandya. Cet endroit est également situé sur un fleuve, à environ cent vingt stades de la mer. »
Bien qu'il ait été mentionné à de nombreuses reprises dans les documents anciens, le site du port de Muziris est longtemps resté introuvable. Des recherches archéologiques récentes ont identifié le village de Pattanam (non loin de Kochi), en raison des nombreuses découvertes de poteries romaines, de pièces et d'autres indices d'un commerce antique à cet endroit. Le port de Muziris semble avoir décliné au VIe siècle
- Nelcynda

Nommée Nelcynda dans le Périple, par Pline l'Ancien et plus tard par Cosmas Indicopleustès ou Nelkunda par Ptolémée, et identifiée à l'actuel village de Niranam dans le Kerala, cette ville, située dans le royaume pandyan, est décrite comme un port majeur du Sud.
- Poduke

Le marché de Poduke, mentionné dans le Périple, a été associé au site d'Arikamedu, proche de Pondichéry, qui a été un grand port à l'époque du Chola. Un grand nombre de d'amphores et de poteries romaines y ont été retrouvées, et des recherches archéologiques menées entre 1944 et 1949 ont révélé qu'il s'agissait d'un centre de commerce depuis lequel des produits romains étaient importés durant la première moitié du Ier siècle.

### Autres
Le port d'Adulis, en territoire axoumite, bénéficie de sa position intermédiaire entre les ports d'Égypte et l'entrée dans l'océan Indien, ainsi que de point de chute des produits provenant de l'intérieur de l'Afrique. Il sert notamment de centre pour le trafic d'ivoire et d'esclaves.

## Marchandises échangées

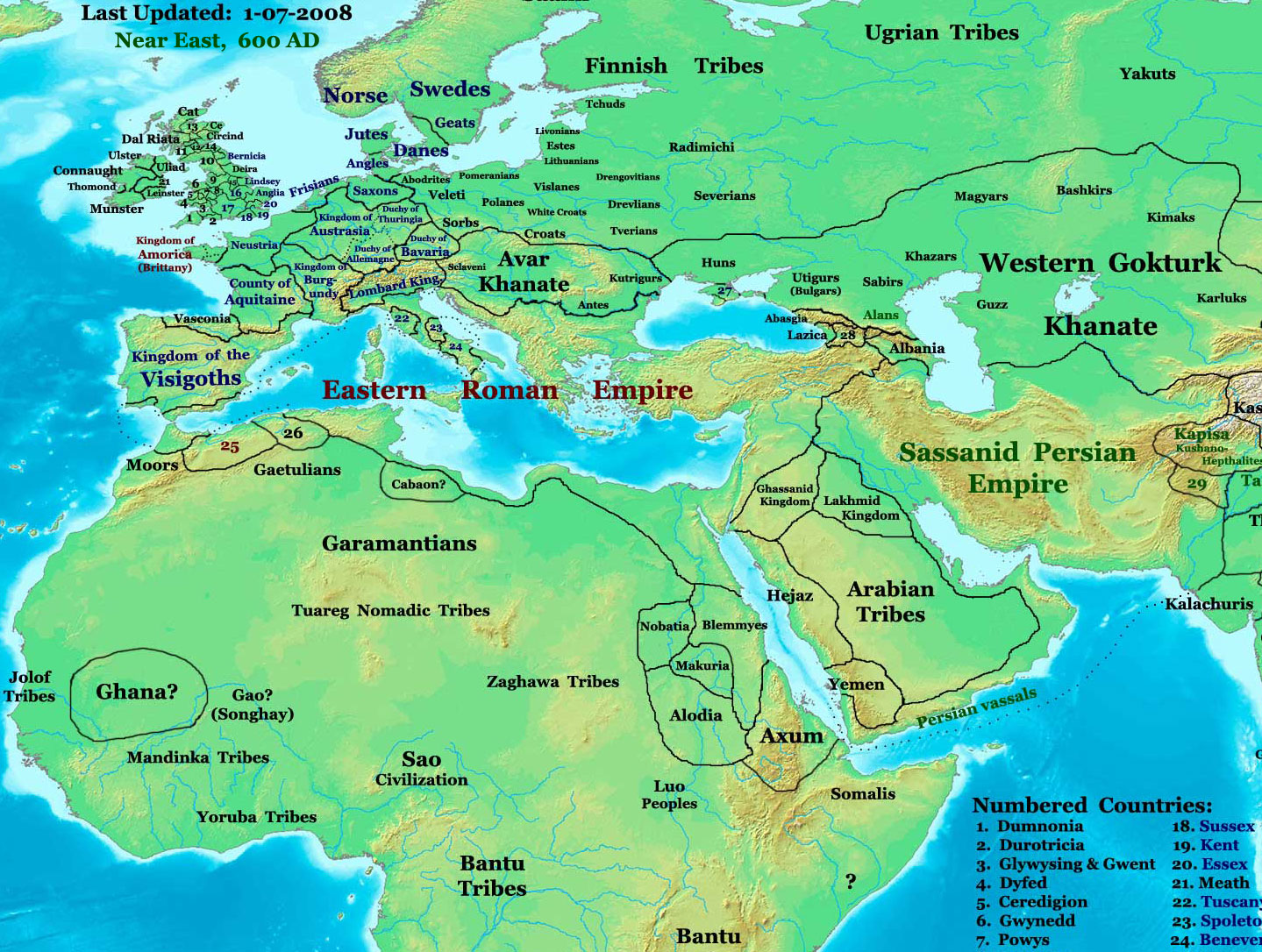
Le Périple de la mer Érythrée, l'Empire romain et les Sassanides à la fin du Ve siècle.

Le Périple de la mer Érythrée décrit à de nombreuses reprises les marchandises vendues ou achetées par les marchands gréco-romains dans différents ports. Par exemple, à Barbaricum : « des vêtements, des draps de lin décorés, des topazes, des coraux, du styrax, de l'encens, des vases en verre, des plats d'argent et d'or, et un peu de vin » échangés contre « des costus, du bdellium, du lycium (baies de goji), du nard, des turquoises, des lapis-lazuli, des peaux de Sérique, des étoffes de coton, de la soie et de l'indigo ». Il est également mentionné qu'à Barygaza, ils achètent « du blé, du riz, de l'huile de sésame, du coton et des tissus ».
D'autres marchandises étaient achetées ou échangées en cours de route, notamment sur les ports de la mer Rouge et d'Afrique orientale : ivoire, cornes de rhinocéros, carapaces de tortues ou cannelle.

## Échanges culturels
Les rapports commerciaux entre Rome et l'Inde contribuent également à l'accroissement des échanges interculturels, aux effets durables sur chacune de ces civilisations. Des influences indiennes sont observables dans l'argenterie et les pièces d'ivoire romaines ou les tissus égyptiens de coton ou de soie, fabriqués pour la vente en Europe. La présence indienne à Alexandrie a pu en influencer la culture, mais peu de précisions peuvent être apportées dans ce domaine. Enfin, les religions orientales sont mentionnées dans les textes d'époque, notamment par Clément d'Alexandrie qui mentionne les Sâdhu hindouistes ou le Bouddha.
« ... dans les Indes, les Gymnosophistes, et d'autres philosophes barbares. Ils sont de deux sortes : les uns se nomment Sarmanes, les autres Brachmanes. Parmi les Sarmanes, ceux que l'on nomme Allobiens, n'habitent pas les villes, n'ont pas de maisons, se revêtent d'écorce d'arbres, se nourrissent de fruits, et boivent de l'eau qu'ils puisent dans leurs mains ; ils ne connaissent ni le mariage, ni les enfants, de même que les hérétiques de nos jours, auxquels on donne le nom de Continents. Parmi les Indiens, il en est qui suivent les préceptes d'un certain Butta, que sa grande vertu leur fait honorer comme un Dieu. »
— Clément d'Alexandrie, Stromates

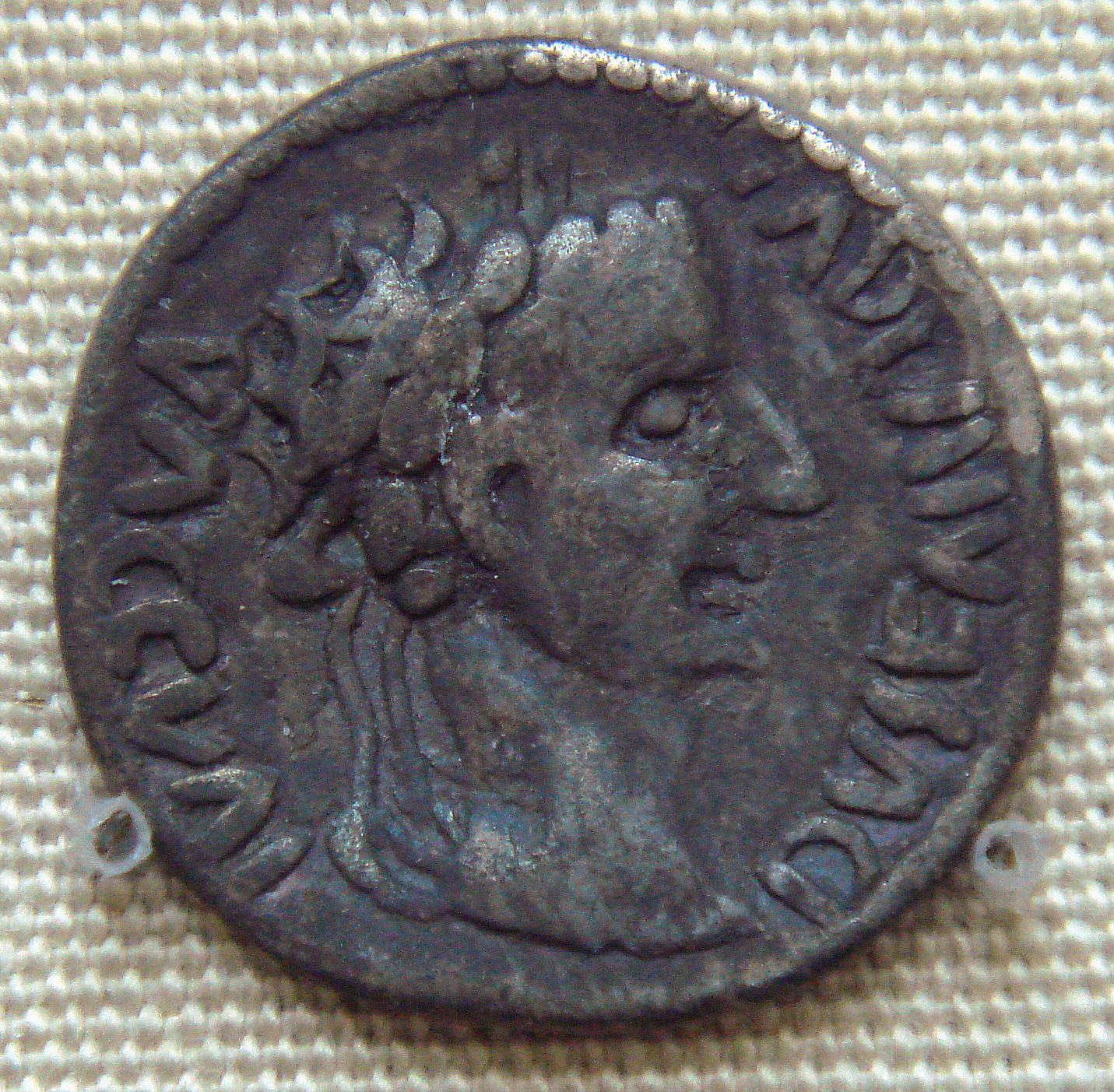
Imitation indienne d'une pièce à l'effigie d'Auguste. I. British Museum.

Les colons juifs ou chrétiens installés dans les comptoirs romains continuent à vivre en Inde même après le déclin de la route commerciale, et contribuèrent à la diffusion du christianisme en Inde. De nombreux trésors de pièces romaines ont été découverts dans le pays, et particulièrement dans les ports commerciaux du sud. Les rois des pays tamouls réutilisent les monnaies romaines en leur propre nom après les avoir défigurées. Les marchands romains sont également mentionnés dans la littérature tamoule sangam.
Le royaume d'Aksoum, profondément impliqué dans ce commerce transcontinental, est également influencé par la culture romaine et l'architecture indienne.

## Déclin et conséquences
Malgré des siècles de conflit avec les empires perses (parthe puis sassanide) et la prise de contrôle temporaire de l'Égypte en 610 par les armées de Khosro II, c'est l'expansion rapide des Arabes musulmans, sous la direction des premiers califes, et leur invasion de l'Égypte en 639 et la perte des ports de la mer Rouge et d'Alexandrie en 641 qui sonne le glas du commerce direct entre l'Empire byzantin et l'Inde.

Expansion des Arabes musulmans.
Prophéte Mahomet, 622-632
Califes rachidun, 632-661
Califes omeyyades, 661-750

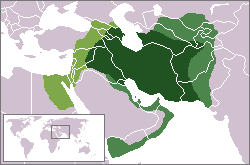
Expansion maximale de l'Empire sassanide.

La rupture des communications entre l'Empire romain d'Orient et le royaume d'Aksoum, alors chrétien, déclenche un long déclin de celui-ci qui, en dépit de sa résistance à l'avancée des armées musulmanes jusqu'au XIe siècle, finit par disparaitre, victime de conflits dynastiques.
Le déclin de ce commerce force les royaumes tamouls à se tourner vers l'Asie du Sud-Est pour trouver de nouveaux débouchés commerciaux, influençant, à l'inverse de Rome, cette région d'une manière profonde.
Aux XIVe et XVe siècles, l'expansion de l'Empire ottoman permet aux Turcs de contrôler les routes commerciales entre Europe et Asie. Leur mainmise sur ces routes pousse les puissances d'Europe occidentale à chercher des routes alternatives, notamment par la circumnavigation de l'Afrique, contribuant à l'avènement des Grandes découvertes.